# دوفيد غوتليب
دوفيد غوتليب أو دوفيد جوتليب - Dovid Gottlieb (ولد باسم Dale Victor Gottlieb سنة 1950) مؤلف ومحاضر، حاخام حاصل على درجة الدكتوراه، هو عضو هيئة تدريس في جامعة أوهر سوماياك "Ohr Somayach" في القدس. درس علم المنطق الرياضياتي في جامعة برانديز"Brandeis"، ثم أصبح أستاذاً للفلسفة في جامعة جونز هوبكنز"Johns Hopkins". وقد تتلمذ على يد عالم المنطق الرياضياتي«جان فان هيجينر - Jean Louis Maxime van Heijenoort»، حصل على درجة الدكتوراه عام 1970 نظريًا عن أطروحته لاستخدام النظم الرسمية في المنطق والرياضيات. تم نشر بحثه The Informed Soul بواسطة Artscroll في عام 1990، وتمت إعادة نشره مؤخرًا.
شقيقه هو روجر س. غوتليب، وهو باحث في علم البيئة الروحية في معهد وورسيستر بوليتكنيك.

## مؤلفاته
- Ontological Economy: Substitutional Quantification and Mathematics, OUP, 1980
- The Informed Soul, Artscroll/Mesorah, 1990